# Pyruvaatkinase
Pyruvaatkinase is een enzym dat aanwezig is in de rode bloedcellen.
De rode bloedcellen zijn voor hun energievoorziening afhankelijk van de afbraak van glucose. Pyruvaatkinase speelt naast het enzym glucose-6-fosfaatdehydrogenase een belangrijke rol bij de afbraak van glucose, de zogeheten glycolyse. Deze glycolyse vormt de basis voor de energievoorziening van de rode bloedcel. Als door een tekort aan pyruvaatkinase de energiestofwisseling verstoord raakt, dan zal dat leiden tot een versnelde afbraak van de rode bloedcellen (hemolyse). De verkorte levensduur van rode bloedcellen kan leiden tot een chronische bloedarmoede.
Een tekort aan pyruvaatkinase is een erfelijke aandoening. Als een kind van zowel zijn vader als moeder een afwijkend pyruvaatkinase-gen erft, dan ontstaat een chronische bloedarmoede. De afwijking komt in Noord-Europa voor bij ongeveer 5 per 100.000 geboorten. De bloedarmoede kan variëren van mild tot (zeer) ernstig.

## Pyruvaatkinase-activiteit verlaagd
Bij een pyruvaatkinase-activiteit minder dan 20% van normaal is er sprake van een erfelijke pyruvaatkinasedeficiëntie. Deze personen vertonen allerlei tekenen van hemolyse.
Indien maar van een van de ouders een afwijkend pyruvaatkinase-gen is geërfd dan wordt een pyruvaatkinase-activiteit van ongeveer 50% van normaal gezien. Deze personen hebben niet of nauwelijks last van hemolyse.

## Pyruvaatkinase-activiteit verhoogd
Jonge rode bloedcellen hebben een hogere pyruvaatkinase-activiteit dan rijpe rode bloedcellen. Witte bloedcellen hebben aanzienlijk meer pyruvaatkinase-activiteit dan rode bloedcellen.